# Floris van Schooten

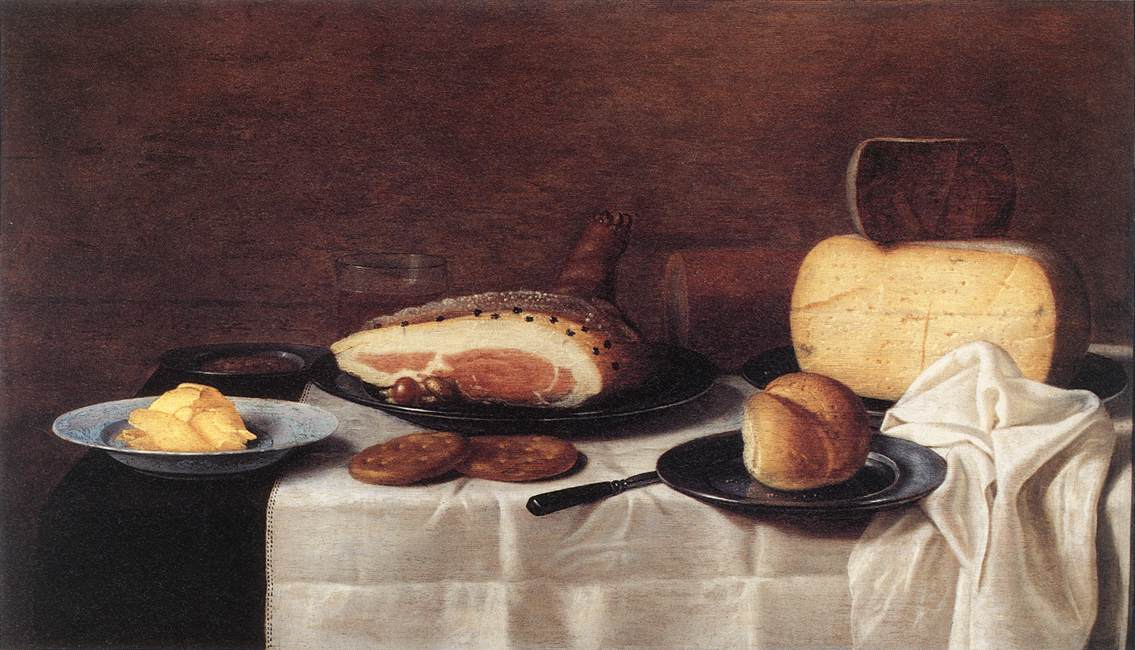
Floris van Schooten, Nature morte, Musée Frans Hals, 1640.

Floris van Schooten ou Floris Gerritzs. van Schooten (vers 1585-90 - 1656 à Haarlem) est un peintre néerlandais du siècle d'or. Il est connu pour ses peintures de natures mortes.

## Biographie
Floris van Schooten est né vers 1590 vraisemblablement à Amsterdam aux Pays-Bas. 
Il est issu d'une famille catholique originaire d'Amsterdam qui est venue s'installer à Haarlem en 1612. Durant cette période, beaucoup de familles catholiques quittent Amsterdam alors que les protestants ont la haute main sur le gouvernement local, pour s'installer à Haarlem où le climat pour le catholicisme est plus tolérant. Le jeune Floris devient membre de la Guilde de Saint-Luc de Haarlem et épouse la fille d'un brasseur de bière Rycklant Bol van Zanen. Ils ont quatre enfants, trois filles et un fils, Johannes qui deviendra également peintre. Il est nommé doyen de la Guilde de Saint-Luc de Haarlem en 1639. Sa peinture est marquée par l'influence des peintres Pieter Claesz, Floris van Dyck, Willem Claeszoon Heda et Roelof Koets. D'objets simples contrastés, sa peinture évolue vers des compositions plus monochromes avec des accords de bruns et de gris.
Floris van Shooten est un peintre très prolifique (une centaine d'œuvres entre 1617 et 1644), et plusieurs de ses œuvres sont visibles dans différents musées, tels que le musée du Louvre. Il a influencé de nombreux peintres comme Jacob Samuel Beck, François Garnier, Hans van Sant, ou le monogrammiste "Vs.Z".

Il meurt en 1656 à Haarlem et est enterré le 16 novembre 1656 dans l'église Grote Kerk de cette ville.

Il signait ses tableaux avec le monogramme FvS. Le catalogue de ses œuvres fut établi en 1966 par Poul Gammelbo dans le périodique ː Nederlands Kunsthistorisch Jaarboek, vol. XVII.

## Œuvres
- Nature morte aux fruits et légumes, avec le Christ chez Emmaus en arrière-plan[3], Rijksmuseum, Amsterdam
- Nature morte avec jambon, fromage, beurre et petits pains, Musée des beaux-arts de Montréal
- Nature morte avec fromage, hareng, pain et vin, vers 1620, huile sur bois, 42 × 56,8 cm, Pinacothèque nationale, Athènes[4]
- Nature morte au jambon, années 1630 (?), huile sur panneau, 63 x 83.7 cm, musée du Louvre[5].

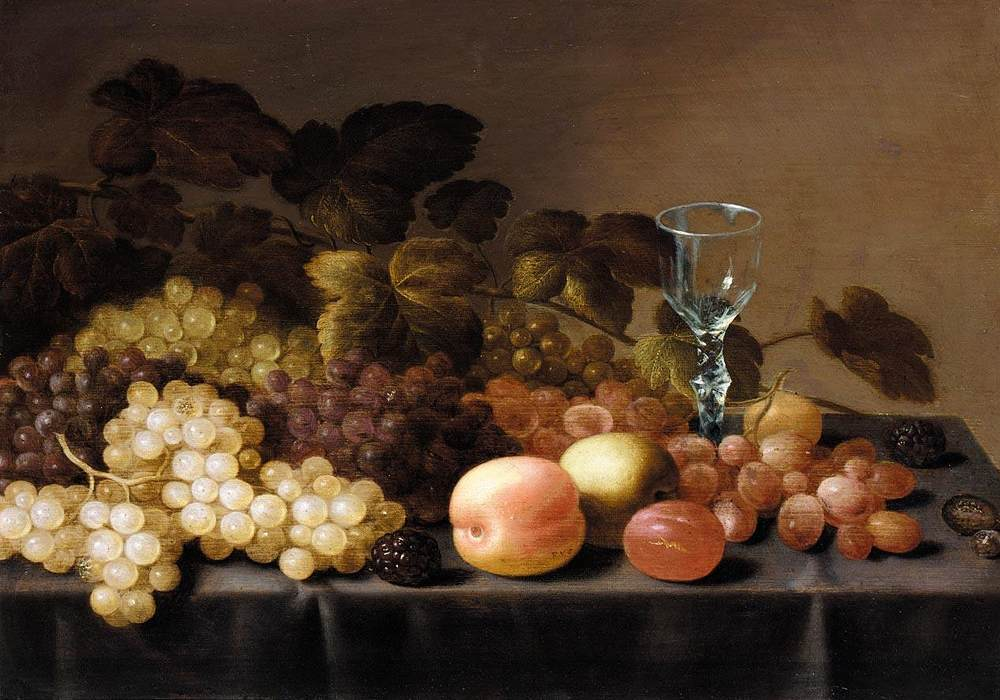
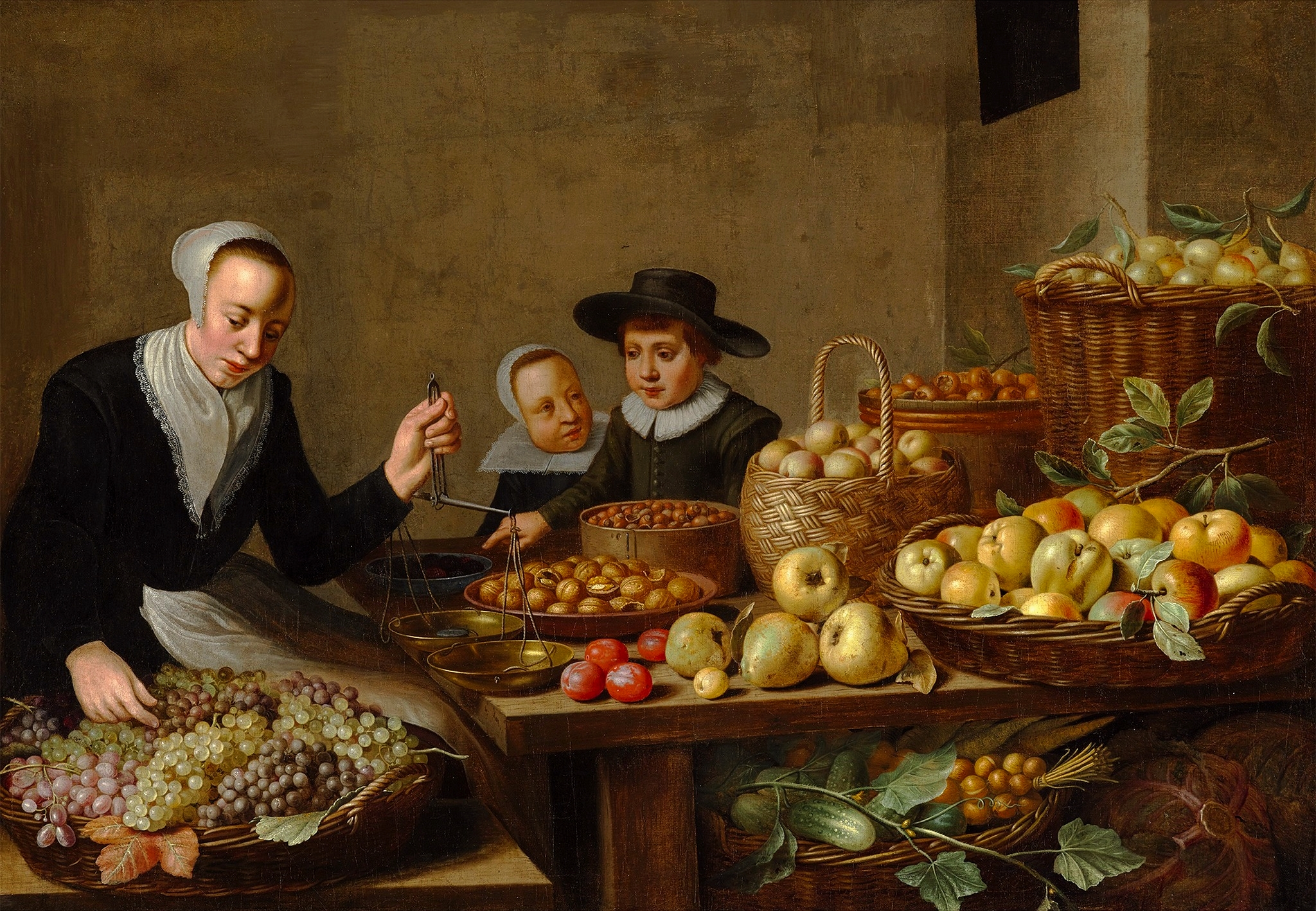
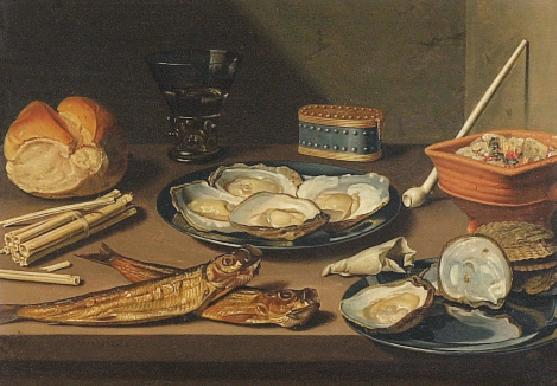
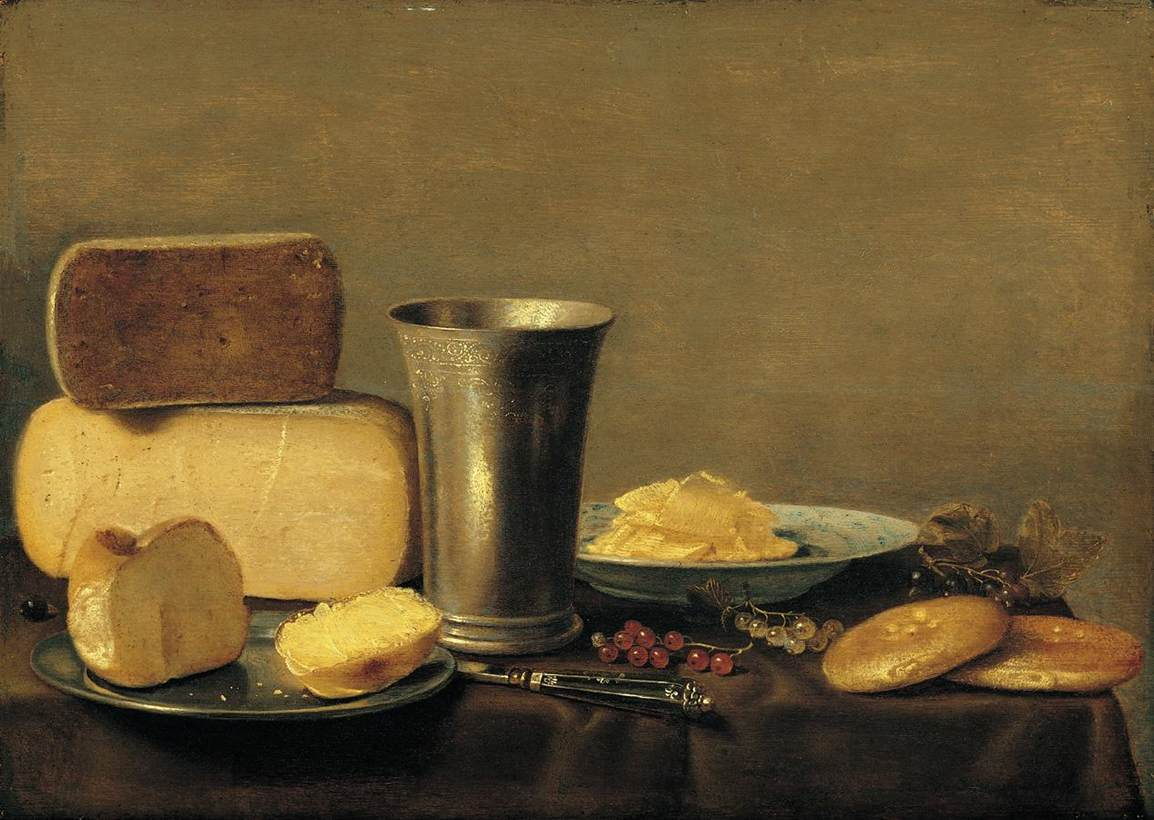